# Ossaea sessilifolia
Ossaea sessilifolia là một loài thực vật có hoa trong họ Mua. Loài này được (Triana) Wurdack mô tả khoa học đầu tiên năm 1973.